# Víctor Montoya
Víctor Montoya (La Paz, 21 giugno 1958) è uno scrittore, giornalista e pedagogo boliviano, considerato uno dei principali esponenti della letteratura moderna boliviana.

## Biografia
Nasce a La Paz, Bolivia, nel 1958. Secondo la concezione aymara, la sua nascita è avvenuta lo stesso giorno in cui si celebra l’Machaq Mara (inizio dell'Anno Nuovo Andino) e l’Inti Willka Kuti (il ritorno del dio Sole).
Trascorse l'infanzia nel villaggio minerario de Llallagua, al nord di Potosí.

### Vita politica
Fu rappresentante degli studenti fino al 1976, anno in cui la dittatura militare di Hugo Banzer Suárez lo perseguitò per la sua attività politica.
Visse in clandestinità all'interno di una miniera e in una “casa di sicurezza” della città di Oruro, dove fu catturato dalle forze repressive insieme ad un gruppo di rappresentanti dei minatori. Come accade in tutti i Paesi assoggettati dal terrorismo dello Stato, fu torturato e incarcerato nella Prigione di San Pedro e nei centri di reclusione di massima sicurezza di Chonchocoro e Viacha.
Durante la sua prigionia, in barba alla vigilanza delle guardie, scrisse il suo libro – testimonianza "Huelga y represión" (sciopero e repressione), le cui pagine filtrarono attraverso i sistemi di controllo grazie alla coraggiosa e risoluta collaborazione di sua madre, che andava a visitarlo in carcere ogni volta che le autorità del governo glielo permettevano.

### Esilio
Nel 1977, grazie ad una campagna di Amnesty International che reclamò la sua libertà e lo adottò come prigioniero politico, fu liberato dalla prigione da una squadra di agenti e condotto direttamente all'aeroporto El Alto, da dove partì per il suo esilio in Svezia, come la maggior parte dei rifugiati politici latinoamericani espulsi dai loro Paesi in seguito all'avvento delle dittature militari.
A Stoccolma lavorò in una biblioteca municipale, coordinando progetti culturali, diede lezioni di lingua quechua e diresse laboratori di letteratura. Seguì gli studi di pedagoglia presso la scuola superiore per professori ed esercitò la docenza durante diversi anni. Attualmente si dedica alla letteratura e al giornalismo, collaborando con pubblicazioni dell'America Latina, dell'Europa e degli Stati Uniti.

### Attività letteraria
La sua opera abbraccia i generi del romanzo, del racconto, del saggio e della cronaca giornalistica. Ha fondato e dirige le riviste letterarie “PuertAbierta” e “Contraluz”. Ha ricevuto diversi premi letterari ed alcuni dei suoi racconti sono stati tradotti e pubblicati in varie antologie internazionali. È membro della Società di Scrittori Svedesi e del PEN Club. Ha partecipato al “Primo Incontro Ispanoamericano di Giovani Creatori” a Madrid, nel 1985, ed è stato uno dei principali gestori del “Primo Incontro di Poeti e Narratori Boliviani in Europa” a Stoccolma, nel 1991.

## Opere principali
- Días y noches de angustia (1982)
- Cuentos violentos (1991)
- El laberinto del pecado (1993)
- El eco de la conciencia (1994)
- Antología del cuento latinoamericano en Suecia (1995)
- Palabra encendida (1996)
- El niño en el cuento boliviano (1999)
- Cuentos de la mina (2000)
- Entre tumbas y pesadillas (2002)
- Fugas y socavones (2002)
- Literatura infantil: Lenguaje y fantasía (2003)
- Poesía boliviana en Suecia (2005)
- Retratos (2006)
- Cuentos en el exilio (2008)
- Conversaciones con el Tío de Potosí (2013)